# Edward Dwyer
Edward Dwyer, VC (Londen, Engeland, 25 november 1895 – Guillemont, Frankrijk, 3 september 1916) was een soldaat in het British Army. Hij ontving het Victoria Cross, de hoogste onderscheiding voor moed in de aanwezigheid van de vijand die toegekend kan worden aan militairen van de Britse of Commonwealth strijdkrachten.

## Biografie
Dwyer werd geboren in Fulham, een wijk in Londen, op 25 november 1895. Hij was soldaat in het 1st Battalion, East Surrey Regiment toen hij op 20 april 1915 het Victoria Cross ontving voor zijn daden tijdens de strijd om Hill 60 in België.
For most conspicuous bravery and devotion to duty at "Hill 60" on the 20th April, 1915. When his trench was heavily attacked by German grenade throwers he climbed on to the parapet, and, although subjected to a hail of bombs at close quarters, succeeded in dispersing the enemy by the effective use of his hand grenades. Private Dwyer displayed great gallantry earlier on this day in leaving his trench, under heavy shell fire, to bandage his wounded comrades.— The London Gazette, 21 mei 1915

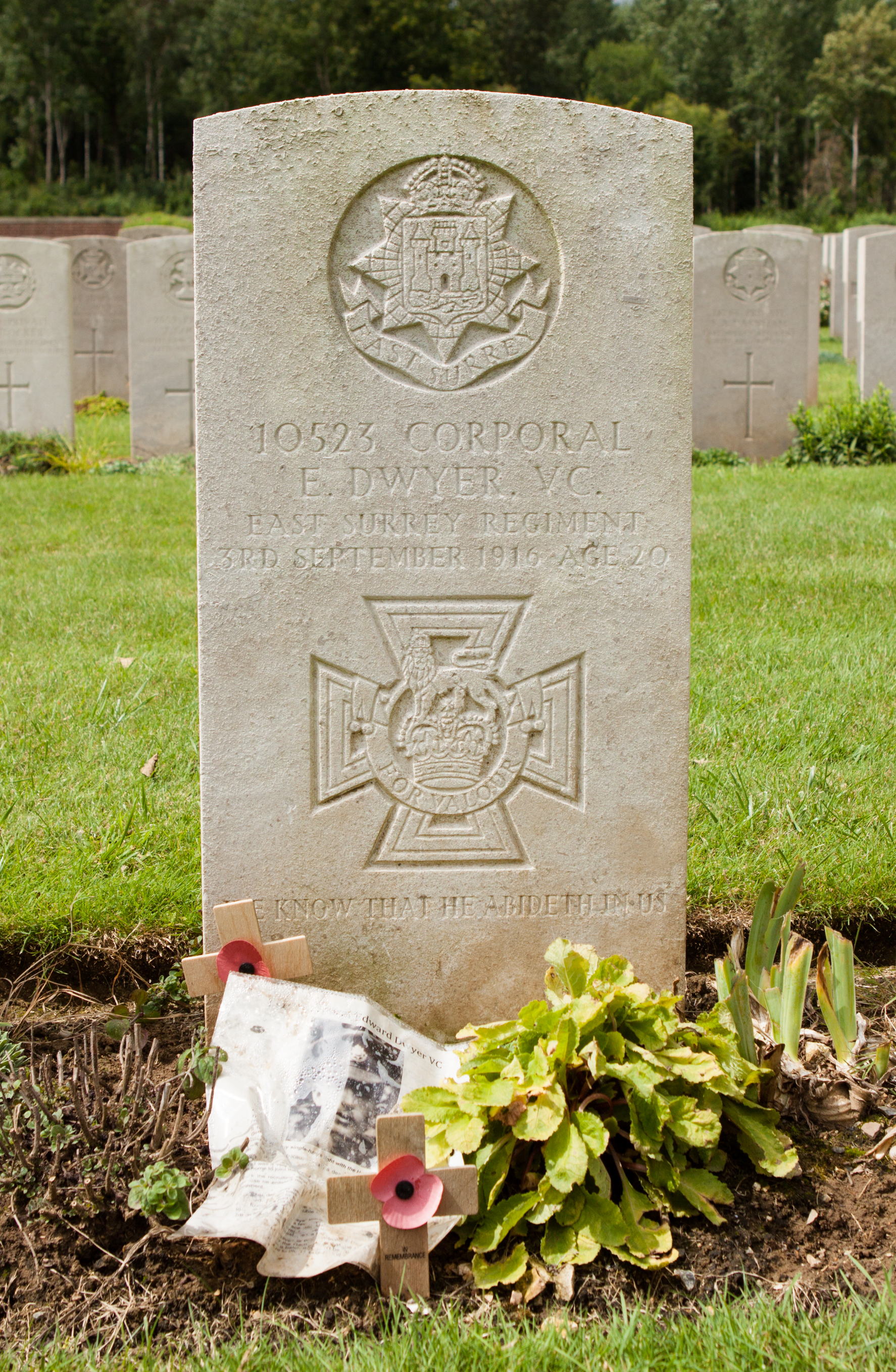
Dwyer's grafsteen op Flatiron Copse Cemetery

Dwyer ontving tevens het Sint-Georgekruis van Rusland. Hij werd later bevorderd tot korporaal. Dwyer kwam om tijdens gevechten op 3 september 1916 in Guillemont te Frankrijk. Hij is begraven op Flatiron Copse Cemetery in Frankrijk (plot III, rij J, graf 3).
Zijn Victoria Cross wordt tentoongesteld in het Queens and Royal Hampshires Museum te Dover Castle in Kent.

## Geluidsopname
In 1916 nam Dwyer een geluidsopname op voor het platenlabel Regal waarop hij zijn deelname aan de Grote Terugtocht beschreef. Hij vertelde over het leven aan het front, soldij en rantsoenering en nam een gedeelte op van een lied dat gezongen werd door soldaten. De opname was gemaakt voor de enlistment services, ter ondersteuning van het aanmelden voor militaire dienst. Beide kanten van de plaat duren ongeveer drie minuten. De opname is beschikbaar in het archief en maken deel uit van de collecties Oh! It's a Lovely War (Vol 1) en Artists Rifles op CD41, waar naast Dwyer's opname ook populaire en patriotische liederen, marsen en beschrijvingen op staan. Dwyer's opname is waarschijnlijk de enige opname van een actief dienende Britse soldaat tijdens de Eerste Wereldoorlog en is daarmee uniek. Een deel van de opname was gebruikt voor de documentaire The First World War uit 2003.